# Ayrshire (razza bovina)
La Ayrshire è una razza bovina da latte proveniente dall'Ayrshire nel sud-ovest della Scozia. Le Ayrshire adulte pesano tra i 450 e i 600 kg. Il tipico mantello di questa razza è pezzato bianco e rosso. Il rosso può andare da una tonalità arancione ad un marrone scuro. Queste vacche sono conosciute per la loro robustezza e per la capacità di convertire in modo efficace il foraggio in latte. Oggi i punti di forza della razza sono la facilità al parto e la longevità.